# جاك إل. فينر جونيور
جاك إل. فينر جونيور (بالإنجليزية: Jacques L. Wiener, Jr.)‏ هو ضابط وقاضي أمريكي، ولد في 1934 في شريفبورت في الولايات المتحدة.

## وصلات خارجية
- جاك إل. فينر جونيور على موقع إن إن دي بي (الإنجليزية)